# Das Gespenst der Freiheit
Das Gespenst der Freiheit (Originaltitel: Le Fantôme de la liberté) ist ein italienisch-französisches Filmdrama des Regisseurs Luis Buñuel aus dem Jahr 1974. Der Film besteht aus einer lose zusammengehaltenen Folge surrealer Szenen; er wird oft als satirischer Angriff Buñuels auf gesellschaftliche Konventionen und die Unerreichbarkeit wahrer Freiheit begriffen.

## Handlung
Der Film blendet zunächst zurück in das Jahr 1808, als Spanien von napoleonischen Truppen besetzt war: Mehrere gefangene Aufständische werden von einer Abteilung Soldaten hingerichtet. In einer Kirche lagert eine französische Dragonereinheit. Ihr Hauptmann betrachtet das Grabmal mit den steinernen Statuen eines Ritters und seiner Gemahlin. Er küsst die Statue der Frau, worauf der Ritter ihm mit dem steinernen Arm einen Schlag auf den Kopf versetzt. Der Hauptmann fällt in Ohnmacht. Wieder bei Bewusstsein, rächt er sich, indem er den Sarg der Rittersfrau öffnet: Ihr Gesicht ist unversehrt erhalten.
Danach wechselt der Film in die Gegenwart: Der Stab der Handlung wird von einer Episode zur nächsten weitergegeben. Eine Nebenperson aus der ersten Geschichte wird zur Hauptperson in der folgenden. In einer normalen Situation wird immer ein Element verfremdet, dadurch entstehen surreale Situationen, die die sehr konventionelle französische Gesellschaft ad absurdum führen.
Ein freundlicher Herr zeigt zwei kleinen Mädchen auf dem Kinderspielplatz Bilder und schenkt sie ihnen. Als die Eltern des einen Mädchens die geschenkten Fotos anschauen, reagieren sie empört, obwohl es sich nur um Abbildungen von Bauwerken handelt, und entlassen das Kindermädchen. Der Vater hat in der Nacht Träume, die ihn beunruhigen, und konsultiert seinen Arzt, der sich für nicht zuständig erklärt. Die Sprechstundenhilfe des Arztes begibt sich zu ihrem kranken Vater aufs Land, muss bei Regen in einem Gasthof einkehren, wo vier Mönche nachts in ihr Zimmer kommen, um zu rauchen und mit ihr Poker zu spielen. Das Nebenzimmer hat ein braver, hübscher junger Mann bezogen, der mit seiner alten Tante schlafen will, die noch Jungfrau ist. Sie gibt erst nach, als er zurückkommt von einer Einladung ins Zimmer eines Hutmachers, der ihn und alle anderen Gäste genötigt hat, ihm bei einer masochistischen Züchtigung zuzuschauen.
Ein Professor erteilt einer Klasse von Gendarmen juristischen Unterricht. Während seiner Ausführungen platzen andere Gendarmen herein und rufen zuerst einzelne Kollegen, schließlich fast die ganze Klasse für dienstlichen Einsatz heraus. Als auch die letzten beiden Gendarmen sich zum Dienst abmelden, folgt der Professor einer privaten Einladung. Die Gastgeberin weist den fünf Erwachsenen und ihrem kleinen Mädchen die Plätze an einem großen Tisch zu, um den sechs Kloschüsseln platziert sind, auf denen alle für gemeinsamen Stuhlgang Platz nehmen – zum Essen zieht man sich hingegen einzeln in eine kleine Kammer zurück.
Ein Mann fährt mit überhöhter Geschwindigkeit zu seinem Arzt, wird von zwei Gendarmen angehalten und ermahnt. Sein Arzt erklärt ihm, seine medizinischen Werte seien sehr gut, nur ein harmloser Eingriff sei nötig – in Wirklichkeit hat er jedoch Leberkrebs in fortgeschrittenem Stadium. Wieder zu Hause, erhält seine Frau einen Anruf der Schule, ihr kleines Mädchen sei verschwunden. Als die Eltern das Klassenzimmer betreten, kommt das vermisste Kind zu seiner Mutter und sagt: Ich bin doch da! Man hört ihm aber nicht zu, weil Kinder nicht im Beisein von Erwachsenen reden dürfen, und so wird die Suche weiterbetrieben, obwohl das Mädchen ganz offensichtlich anwesend ist.
Ein Scharfschütze erschießt vom obersten Stockwerk eines Hochhauses aus wahllos mehrere Menschen unten auf der Straße. In der Gerichtsverhandlung wird er zum Tod verurteilt, danach jedoch umgehend freigelassen und verteilt dem wartenden Publikum Autogramme. Das vermisste Mädchen ist wiedergefunden worden und wird vom Polizeipräfekten seinen überglücklichen Eltern übergeben. Der Polizeipräfekt begibt sich in eine Bar, die auch von einer Dame in Schwarz aufgesucht wird. Er spricht sie an, weil sie seiner verstorbenen Schwester aufs Haar gleicht. In einer Rückblende spielt diese gekonnt Klavier. Wieder in der Gegenwart, ruft sie ihren verblüfften Bruder in der Bar an und bestellt ihn für den Abend in die Familiengruft. Er folgt ihrer Aufforderung und versucht, ihren Sarg zu öffnen, wird jedoch von herbeigerufenen Gendarmen daran gehindert und festgenommen. Auf sein Verlangen hin wird er von einem zweiten Polizeipräfekten kollegial freundlich empfangen, und die beiden begeben sich für einen dienstlichen Einsatz, bei dem Schüsse fallen, in den Zoo.

## Hintergrund
Die erste Szene des Films, in der mehrere Spanier von einem Erschießungskommando hingerichtet werden, stellt eine historische Tatsache dar: Als 1808 Spanien von napoleonischen Truppen besetzt war, brach am 2. Mai in Madrid ein Volksaufstand aus. Bei den Straßenkämpfen zwischen Einwohnern und französischen Truppen kamen mehrere hundert Menschen ums Leben. Der 2. Mai 1808 gilt als Anfangsdatum des bewaffneten Widerstands gegen die französische Herrschaft. Am folgenden Tag, dem 3. Mai, wurden mehrere festgenommene Aufständische erschossen, worauf in ganz Spanien Aufstände ausbrachen.
Die anschließende zweite Szene des Films, in der eine französische Dragonereinheit sich in einer Kirche breitmacht und ihr Hauptmann die steinerne Statue einer Rittersfrau küsst, ist von der Legende El beso des spanischen Dichters Gustavo Adolfo Bécquer (1836–1870) inspiriert. Darin wird der Dragonerhauptmann aber nicht nur ohnmächtig, sondern stirbt als Folge des Schlags, den ihm der steinerne Ritter zur Strafe für seinen Kuss versetzt. Diese Legende spielt ebenfalls während des Spanischen Unabhängigkeitskrieges (1807–1814).

## Synchronisation
Die deutsche Synchronbearbeitung entstand 1974 bei der Berliner Synchron GmbH Wenzel Lüdecke in Berlin. Das Dialogbuch verfasste Fritz A. Koeniger, Synchronregie führte Dietmar Behnke.
| Rolle                      | Darsteller               | Synchronsprecher      |
| -------------------------- | ------------------------ | --------------------- |
| Monsieur Foucauld          | Jean-Claude Brialy       | Lothar Blumhagen      |
| Madame Foucauld            | Monica Vitti             | Renate Küster         |
| Mann mit Fotos             | Philippe Brigaud         | Harry Wüstenhagen     |
| Krankenschwester           | Milena Vukotic           | Renate Danz           |
| Gastwirt                   | Paul Frankeur            | Klaus Sonnenschein    |
| Gabriel, ein Mönch         | Paul Le Person           | Peter Schiff          |
| ein Mönch                  | Bernard Musson           | Helmut Heyne          |
| Édith Rosenblum            | Anne-Marie Deschodt      | Renate Schroeter      |
| Tante                      | Hélène Perdrière         | Tilly Lauenstein      |
| François, der Neffe        | Pierre-François Pistorio | Mathias Einert        |
| Professor der Gendarmen    | François Maistre         | Klaus Miedel          |
| Dame des Hauses            | Alix Mahieux             | Lola Luigi            |
| Monsieur Legendre          | Jean Rochefort           | Stefan Wigger         |
| Madame Legendre            | Pascale Audret           | Almut Eggert          |
| Kindermädchen der Legendre | Ellen Bahl               | Ursula Heyer          |
| Dr. Pasolini               | Adolfo Celi              | Gottfried Kramer      |
| Kommissar                  | Claude Piéplu            | Martin Hirthe         |
| Gerichtspräsident          | Jacques Debary           | Kurt Waitzmann        |
| Polizeipräfekt             | Julien Bertheau          | Siegfried Schürenberg |
| Schwester des Präfekten    | Adriana Asti             | Ilse Pagé             |
| zweiter Polizeipräfekt     | Michel Piccoli           | Claus Biederstaedt    |

## Kritiken
- Roger Ebert meinte 1995, der Film sei eine Glanzleistung, der Triumph eines Regisseurs, der fast unmögliche Komplikationen und Widersprüche gegenüberstellt und diese bewältigt. „[Der Film] ist sehr lustig, ja, aber erinnern Sie sich: Mit Buñuel lacht man nur, wenn es weh tut.“[4]

- In der New York Times schrieb Vincent Canby 1974: „‚Le Fantôme‘ ist nicht weniger dicht mit Symbolen [… als Das goldene Zeitalter], aber der Stil ist präziser, weniger schwer, viel lustiger, nicht weniger geheimnisvoll und doch so sparsam, dass […] es ihm auch gelingt, einige prägnante Beobachtungen über Ökologie zu machen.“[5]

- „Ohne durchgängigen roten Faden reiht Meisterregisseur Luis Buñuel in seinem Film eine skurrile Episode an die andere. Gemeinsam ist ihnen nur das Prinzip der verkehrten Welt. So sieht man zum Beispiel eine Dinergesellschaft auf Kloschüsseln um den Tisch sitzen und sich zum Essen in ein stilles Örtchen zurückziehen. Das Absurde erscheint normal, das Normale absurd. Buñuel denunziert die scheinbare Freiheit der Bourgeoisie: Trugbild einer Gesellschaft, die unfähig ist, mit der Freiheit umzugehen. Buñuels Vorgehensweise ist nicht immer einfach zugänglich, aber stets amüsant und voller Tabubrüche.“ (tele)

- „‚Das Gespenst der Freiheit‘ folgt in der Buñuel-Reihe auf den Film Der diskrete Charme der Bourgeoisie. Ähnlich wie dort richtet Buñuel auch hier seinen sarkastischen Witz gegen die bürgerliche Welt und ihre zwanghaften Abläufe, die er erschreckend und komisch zugleich parodiert, indem er Gesetze, Sitten und Gebräuche auf den Kopf stellt und verspottet. Dabei treibt er die aufgebrochene Erzählweise noch weiter, nur Nebenfiguren schaffen so etwas wie lockere Verbindungen zwischen den einzelnen Episoden. Ansonsten steckt der Film voller düsterer Symbole, boshafter Anspielungen, beunruhigender Rätsel. Buñuel nähert sich damit wieder seinen surrealistischen Anfängen, vielleicht ohne den Schockeffekt von damals, aber noch irritierend und provozierend genug.“ (ARD Presse)

## Auszeichnungen
Buñuel wurde 1975 vom Sindacato Nazionale Giornalisti Cinematografici Italiani für die Regie dieses Films mit dem Nastro d’Argento ausgezeichnet.